# 黄量
黄量（1920年5月22日—2013年11月21日），女，原籍浙江宁波，生于上海，中国有机化学家、药物化学家，中国科学院院士。

## 生平
1942年，毕业于上海圣约翰大学化学系。1946年，赴美国留学，在康乃尔大学深造。1949年，获康乃尔大学有机化学博士学位。1956年回国，长期从事药物合成和新药研究，是中华人民共和国这些领域的开拓者之一。1980年当选为中国科学院学部委员（院士）。